# Samuel Ipoua
Samuel Ipoua Hamben (* 1. März 1973 in Douala) ist ein ehemaliger kamerunischer Fußballspieler.

## Karriere

### Verein
Er spielte hauptsächlich für europäische Klubs wie z. B. OGC Nice (Frankreich), AC Turin (Italien), SK Rapid Wien (Österreich), FC Toulouse (Frankreich), 1. FSV Mainz 05, TSV 1860 München und LR Ahlen (Deutschland). In Kamerun begann und endete seine Karriere bei den Vereinen Union Douala und KSA Yaoundé.

### Nationalmannschaft
1994 kam Ipoua in drei Spielen der französischen U-21-Nationalmannschaft zum Einsatz, blieb jedoch ohne Torerfolg. Später absolvierte insgesamt 15 A-Länderspiele für die Kamerunische Fußballnationalmannschaft und erzielte dabei sieben Tore. Er gehörte zum 23-köpfigen Aufgebot Kameruns für die Fußball-Weltmeisterschaft 1998, er bestritt zwei Vorrundenspiele gegen Italien und Chile.

### Trainer
Von 2007 bis 2008 betreute er die Mannschaft von Rodéo FC Toulouse.

## Privates
Sein Bruder Guy Ipoua ist auch ehemaliger Fußballspieler, welcher überwiegend in den unteren englischen und spanischen Fußballligen spielte.